# فرودگاه اتلین
فرودگاه اتلین (به انگلیسی: Atlin Airport) یک فرودگاه همگانی است که یک باند فرود شن دارد و طول باند آن ۱۲۰۴ متر است. این فرودگاه در کشور کانادا قرار دارد و در ارتفاع ۷۱۶ متری از سطح دریا واقع شده‌است.